# Kaposfüred
Kaposfüred je gradska četvrt grada Kapošvara (Kapuša, Kapušara) u Mađarskoj. Nekad je bio samostalno selo. 

## Zemljopisni položaj
Nalazi se na 46° 25' 30,7086" sjeverne zemljopisne širine i 17° 45' 58,5576" istočne zemljopisne dužine. 
Fizički je odvojen od naselja Kapušara. Uži Kapušar je južno, Juta je zapadno, Hetes je zapadno-sjeverozapadno, Várda je sjeverozapadno, Magyaregres je sjeverno, Somogyaszaló, Somodor i Antalmajor su sjeveroistočno, Répáspuszta je istočno, Orci je istočno-jugoistočno, Tupanar je jugoistočno, jugozapadno su Kaposújlak i Kaposmérő.

## Povijest
Nekad je Kaposfüred bio samostalno selo. 1970. je godine upravno priključeno Kapušu (Kapušvaru).

## Kultura i znamenitosti
- rimokatolička crkva
- arboretum (sjeveroistočno, kod Somogyaszalóa) uz jezero Desedu (istočno i sjeveroistočno, prema Magyaregresu i Somogyaszalóu)
- kaposfüredski metalni meteorit

## Promet
Blizu je državna cestovna prometnica br. 67, a južno od njega br. 61 Nalazi se na željezničkoj pruzi željeznička pruga Kapuš – Fonyód. 

## Stanovništvo
- 1728.:  475
- 1853.:  650
- 1910.: 1.201
- 1960.: 1.330
- 1980.: 1.525
- 2001.: 2.402[3]

Prema popisu od 2001., u Kaposfüred je imao 2402 stanovnika.

## Šport
- Kaposfüred SC

## Vanjske poveznice
- Kapušarske četvrti[neaktivna poveznica]
- Kaposfüred S.C.